# Eparchie feodosijská
Eparchie feodosijská je eparchie ruské pravoslavné církve nacházející se v Rusku/Ukrajině.

## Území a titul biskupa
Zahrnuje správní hranice území měst Feodosija, Kerč, Sudak a také Leninského rajónu.
Eparchiálnímu biskupovi náleží titul biskup feodosijský a kerčský

## Historie
Město Caffa/Kefe (dnes Feodosija) bylo pod správou Janovské republiky a roku 1318 zde vznikla římskokatolická diecéze (dnes titulární diecéze Caffa).
Nacházelo se zde řecké a arménské obyvatelstvo. Roku 1464 je zmíněn první řeckokatolický biskup. Po jeho smrti byl roku 1468 z vůle papeže Pavla II. a latinského konstantinopolského patriarchy Basilia Bessariona jmenován na caffský stolec amasyjský arcibiskup Pachomij, který byl roku 1470 zavražděn. Roku 1472 se novým biskupem stal kněz Nikolaus. Svůj úřad převzal až roku 1474 a roku 1475 bylo město obsazeno Osmany.
Kromě římskokatolíků a řeckokatolíků se zde nacházelo také Arméni patřící k Arménské apoštolské církví ale mnoho Arménů konvertovali ke katolicismu.
Římskokatolická diecéze zanikla po dobytí města Osmany. Stejný osud pravděpodobně potkal také řeckokatolíky.
Před založením metropolie Caffa se o pravoslavné obyvatelstvo staral metropolita Sugdæi. Pravoslavná eparchie Konstantinopolského patriarchátu zde vznikla pod nadvládu Osmanů roku 1485.
Roku 1616 byla k eparchii připojena eparchie Sugdæ a Fulli.
Roku 1666 byla eparchie převede a do správy metropolity Amasye. Roku 1678 byla eparchie připojena k metropolii Gothia a metropolité nějakou dobu pobývaly v Caffě.
Dne 7. března 1787 vznikl feodosijský a mariupolský vikariát jekatěrinoslavské eparchie ke službě převážně pravoslavných Řekům. Sídlo biskupů bylo brzy přeneseno do Karasubazaru (dnes Bilohirsk) se zachováním původního titulu. Dne 16. října 1799 došlo ke zrušení vikariátu.
Začátkem roku 1917 nebo o něco později byl vikariát obnoven avšak začátkem 30. let 20. století zanikl.
Dne 31. května 2010 byla zřízena titulární caffský vikariát chersonské eparchie se sídlem ve Francii.
Dne 20. prosince 2012 byla rozhodnutím Svatého synodu Ukrajinské pravoslavné církve zřízena feodosijská eparchie oddělením území ze simferopolské a krymské eparchie.
Dne 7. června 2022 byla rozhodnutím Svatého synodu Ruské pravoslavné církve přijata eparchie pod přímou jurisdikci moskevského patriarchy a Ruské pravoslavné církve.

## Seznam biskupů

### Metropolie caffská
- Sofronios – zmíněn roku 1546
- Ioasaf – zmíněn roku 1590
- Iakovos – zmíněn roku 1604
- Mitrofan – 1616–1631
- Parthenios – 1631–1644
- Kyrillos – 1644–1655
- Meletios – 1656–1666
  - 1666–1678 pod správou amasyjských metropolitů

### Vikariát Feodosija a Mariupol jekatěrinoslavské eparchie
- 1787–1790 Dorotheos (Vozmuilos)
- 1791–1792 Moisej (Gumilevskij)
- 1793–1796 Iov (Poťomkin)
- 1796–1798 Gervasij (Lincevskij)
- 1798–1799 Chrystofor (Sulyma)

### Vikariát Feodosija tavrické eparchie
- 1917–1919 Andrej (Odincov)
- 1921–1922 Kirill (Sokolov)
  - 1922–1924 Antoni (Abašidze) dočasný správce svatořečený
- 1926–1927 Ioann (Petropavlovskij)
- 1928–1928 Grigorij (Lebeděv) jmenování nepřijal svatořečený mučedník
- 1928–1930 Dionisij (Prozorovskij)
  - 1929–1929 Kostjantyn (Djakov) dočasný správce svatořečený mučedník

### Vikariát Caffa chersonské eparchie
- 2010–2010 Nestor (Sirotěnko)
- 2020–2022 Alexij (Zanočkin)

### Eparchie feodosijská
- 2012–2024 Platon (Udovenko)
- od 2025 Ilarion (Karandějev)